# International Financial Reporting Standard for small and medium-sized entities
Der International Financial Reporting Standard for small and medium-sized entities (IFRS for SMEs) ist ein Rechnungslegungstandard des IASB, der die Rechnungslegung für kleine und mittlere Unternehmen (KMU) regelt. Der Standard wurde am  9. Juli 2009 veröffentlicht und ist am Tag der Veröffentlichung in Kraft getreten.
Es handelt sich um einen eigenständigen Standard (englisch stand-alone), der auf den vollen International Financial Reporting Standards (IFRS) basiert. Rechnungslegungsvorschriften zur Bilanzierung und Bewertung von Vermögenswerten, Verbindlichkeiten, Erträgen und Aufwendungen wurden vereinfacht, nichtrelevante Themengebiete weggelassen und die Anzahl der vorgeschriebenen Anhangangaben reduziert.

## Anwendungsbereich
Unter den Anwendungsbereich fallen Unternehmen, die nicht zur öffentlichen Rechnungslegung verpflichtet sind. Ein kapitalmarktorientiertes Unternehmen fällt damit nicht in den Anwendungsbereich. Unternehmen, die Vermögen von Kunden verwalten, wie z. B. Banken und Versicherungen können die IFRS for SMEs ebenfalls nicht anwenden.
Eine abschließende Definition, welche Unternehmen als klein oder mittelgroß einzustufen sind, trifft der IASB nicht. Diese Qualifizierung wird jeweils auf nationaler Ebene von den Gesetzgebern der jeweiligen Staaten getroffen.
Der IASB geht davon aus, dass weltweit für etwa 95 % aller Unternehmen nicht die vollen IAS/IFRS, sondern die IFRS for SMEs maßgeblich sein werden. Im Gegensatz zu den vollen IFRS ist eine Anerkennung des Standards (englisch endorsement) durch die Europäische Kommission nicht erforderlich. Die nationalen Gesetzgeber entscheiden unmittelbar, ob sie den Standard anwenden werden.

### Deutschland
Für Deutschland ist keine Übernahme des Standards geplant. Durch das am 29. Mai 2009 in Kraft getretene Gesetz zur Modernisierung des Bilanzrechts (Bilanzrechtsmodernisierungsgesetz, BilMoG) hat der Gesetzgeber eine eigenständige Vorgehensweise zur Rechnungslegung von kleinen und mittleren Unternehmen geschaffen. Der Standard kann auf freiwilliger Basis zusätzlich zum handelsrechtlichen Einzelabschluss angewendet werden.

## Ziel
Der Standard soll den Bedürfnissen und Anforderungen der KMU und deren Nutzern Rechnung tragen. Es soll eine bessere Vergleichbarkeit von internationalen Jahresabschlüssen erreicht werden. Das Vertrauen der Nutzer in die Rechnungslegung der KMUs soll dadurch gestärkt werden. Darüber hinaus soll eine Kostenreduzierung erreicht werden, da ein einheitlicher internationaler Standard zahlreiche nationale Vorschriften ersetzt.

## Historie
Die Entwicklung des Standards erstreckte sich auf einen Zeitraum von fünf Jahren. Der Beginn der IASB-Beratungen begann im Juli 2003. Der englischsprachige Entwurf wurde im Februar 2007 verabschiedet. Die deutsche Übersetzung wurde im Juni 2007 veröffentlicht. Ab Juni 2007 wurde der Standard versuchsweise von 116 Gesellschaften aus 20 Ländern angewendet. Nachfolgend wurden die Erkenntnisse aus der versuchsweisen Anwendung und aus den eingereichten Stellungnahmen der Fachverbände in den Standard eingearbeitet. Die endgültige Verabschiedung erfolgte im Juli 2009.

## Aufbau des Standards
Der Standard ist in 35 Kapitel unterteilt und umfasst 231 Seiten. Im Folgenden werden die jeweiligen Kapitel des Standards den jeweiligen IAS/IFRS gegenübergestellt, aus deren Grundprinzipien sie abgeleitet worden sind.
| Kapitel | Quelle |
| --- | --- |
| 1 Anwendungsbereich                                                                                            | n.A. |
| 2 Konzepte und grundlegende Prinzipien                                                                         | IASB Framework, IAS 1: Darstellung des Abschlusses                                                                                      |
| 3 Darstellung von Abschlüssen                                                                                  | IAS 1: Darstellung des Abschlusses |
| 4 Bilanz | IAS 1: Darstellung des Abschlusses |
| 5 Gewinn- und Verlustrechnung                                                                                  | IAS 1: Darstellung des Abschlusses |
| 6 Aufstellung über die Veränderung des Eigenkapitals und Aufstellung über das Ergebnis und die Gewinnrücklagen | IAS 1: Darstellung des Abschlusses |
| 7 Kapitalflussrechnungen                                                                                       | IAS 7: Kapitalflussrechnungen |
| 8 Anhang | IAS 1: Darstellung des Abschlusses |
| 9 Konzern- und separate Einzelabschlüsse                                                                       | IAS 27: Konzern- und separate Einzelabschlüsse                                                                                          |
| 10 Bilanzierungs- und Bewertungsmethoden, Schätzungen und Fehler                                               | IAS 8: Bilanzierungs- und Bewertungsmethoden, Änderungen von Schätzungen und Fehler                                                     |
| 11 und 12 Finanzielle Vermögenswerte und finanzielle Verbindlichkeiten                                         | IAS 32: Finanzinstrumente: Angaben und Darstellung, IAS 39: Finanzinstrumente: Ansatz und Bewertung, IFRS 7: Finanzinstrumente: Angaben |
| 13 Vorräte | IAS 2: Vorräte |
| 14 Anteile an assoziierten Unternehmen                                                                         | IAS 28: Anteile an assoziierten Unternehmen                                                                                             |
| 15 Anteile an Joint Ventures                                                                                   | IAS 31: Anteile an Joint Ventures |
| 16 Als Finanzinvestition gehaltene Immobilien                                                                  | IAS 40: Als Finanzinvestition gehaltene Immobilien                                                                                      |
| 17 Sachanlagen                                                                                                 | IAS 16: Sachanlagen |
| 18 Immaterielle Vermögenswerte mit Ausnahme des Geschäfts- oder Firmenwerts                                    | IAS 38: Immaterielle Vermögenswerte |
| 19 Unternehmenszusammenschlüsse und Geschäfts- oder Firmenwert                                                 | IFRS 3: Unternehmenszusammenschlüsse |
| 20 Leasingverhältnisse                                                                                         | IAS 17: Leasingverhältnisse |
| 21 Rückstellungen und Eventualposten                                                                           | IAS 37: Rückstellungen, Eventualschulden und Eventualforderungen                                                                        |
| 22 Schulden und Eigenkapital                                                                                   | IAS 1: Darstellung des Abschlusses, IAS 32: Finanzinstrumente: Angaben und Darstellung                                                  |
| 23 Erträge | IAS 11: Fertigungsaufträge, IAS 18: Erträge                                                                                             |
| 24 Zuwendungen der öffentlichen Hand                                                                           | IAS 20: Bilanzierung und Darstellung von Zuwendungen der öffentlichen Hand                                                              |
| 25 Fremdkapitalkosten                                                                                          | IAS 23: Fremdkapitalkosten |
| 26 Anteilsbasierte Vergütung                                                                                   | IFRS 2: Aktienbasierte Vergütung |
| 27 Wertminderung nicht-finanzieller Vermögenswerte                                                             | IAS 2: Vorräte; IAS 36: Wertminderung von Vermögenswerten                                                                               |
| 28 Leistungen an Arbeitnehmer                                                                                  | IAS 19: Leistungen an Arbeitnehmer |
| 29 Ertragsteuern                                                                                               | IAS 12: Ertragsteuern |
| 30 Fremdwährungsumrechnung                                                                                     | IAS 21: Auswirkungen von Änderungen der Wechselkurse                                                                                    |
| 31 Rechnungslegung in Hochinflationsländern                                                                    | IAS 29: Rechnungslegung in Hochinflationsländern                                                                                        |
| 32 Ereignisse nach dem Ende der Berichtsperiode                                                                | IAS 10: Ereignisse nach dem Bilanzstichtag                                                                                              |
| 33 Angaben über Beziehungen zu nahestehenden Unternehmen und Personen                                          | IAS 24: Angaben über Beziehungen zu nahestehenden Unternehmen und Personen                                                              |
| 34 Branchenspezifische Vorschriften                                                                            | IAS 41: Landwirtschaft; IFRS 6: Exploration und Evaluierung von mineralischen Ressourcen                                                |
| 35 Übergangsregelungen                                                                                         | IFRS 1: Erstmalige Anwendung der International Financial Reporting Standards                                                            |

## Unterschiede im Vergleich zu den vollen IFRS
Die wichtigsten Unterschiede im Vergleich zu den vollen IFRS lassen sich in fünf Bereiche unterteilen:
- Einige Themengebiete der vollen IFRS entfallen, da sie in der Regel für KMUs nicht relevant sind. Dies betrifft das Ergebnis je Aktie, die Zwischenberichterstattung, die Segmentberichterstattung, und die besondere Bilanzierung für zum Verkauf gehaltene Vermögenswerte.
- Einige Wahlrechte der vollen IFRS sind für die IFRS for SMEs nicht zulässig. (Beispiele: kein Wahlrecht zur Klassifizierung von Finanzinstrumenten, kein Wahlrecht zur Anwendung der Neubewertungsmethode für Sachanlagen und immaterielle Vermögenswerte, kein Wahlrecht zur Quotenkonsolidierung für Joint Ventures, weniger Wahlrechte bei der Bilanzierung und Darstellung von Zuwendungen der öffentlichen Hand)
- Vereinfachung von zahlreichen Ansatz- und Bewertungsvorschriften. (Beispiele: Bei Vorliegen bestimmter Bedingungen werden Finanzinstrumente mit den fortgeführten Anschaffungskosten bewertet. Liegen diese Bedingungen nicht vor, erfolgt die Bewertung erfolgswirksam zum Zeitwert. Ein Verweis auf IAS 39 bietet Unternehmen allerdings die Möglichkeit, anstelle der vereinfachten Vorschriften IAS 39 anzuwenden. Goodwill und andere Vermögenswerte mit nicht befristeter Lebensdauer sind über einen maximalen Zeitraum von zehn Jahren abzuschreiben. Anteile an assoziierten Unternehmen und Joint Ventures können grundsätzlich zu Anschaffungskosten bewertet werden)
- Es sind deutlich weniger Anhangsangaben erforderlich.
- Änderungen des Standards sollen nur alle drei Jahre erfolgen.

## Online-Zugang zum Standard
Der IFRS for SMEs steht auf der Seite des IASB kostenlos zum Download bereit (in vielen, jedoch nicht in der deutschen Sprache). Dafür ist eine Registrierung sowie die Zustimmung zu den Nutzungsbedingungen erforderlich. Der deutsche Text ist als Buch verfügbar.